# Валуйо Судибио Сапардан
Валуйо Судибио Сапардан (индон.  Waluyo Sudibio Sapardan ; р. 8 июля 1940 г., Медан) – известный индонезийский врач-гинеколог, основатель больницы «Пондок Индах» (1985).

## Образование
В 1965 г. окончил медицинский факультет  Университета Индонезия, в 1969 г. там же ординатуру по профилю «акушерство и гинекология». В 1975 г. завершил курс обучения в  Амстердамском свободном университете по перинатологии.

## Карьера
В 1969-1970 гг.  был научным сотрудником Университета Индонезия. В 1971-1973 гг. – консультант больницы в провинции Джамби. В 1973-1976 гг. возглавлял отделение гинекологии госпиталя «Pertamina» в Джакарте. В 1976-1985 гг. преподавал на медицинском факультете Католического университета Индонезии Атма Джая (Джакарта). В 1979-1986 гг. возглавлял родильный дом «Асих». В 1985 г. основал больницу «Пондок Индах», членом совета директоров и консультантом которой остается до настоящего времени . С февраля 2020 г. практикует также в клинике Vinca Wellness. Публикуется в ежеквартальном "Медицинском журнале Индонезии", который выпускает Университет Индонезия.

## Общественная деятельность
- Сопредседатель Международной ассоциации акушерства и гинекологии (с 1980 г.)
- Член Союза врачей Индонезии (Ikatan Dokter Indonesia) и Ассоциации акушерства и гинекологии Индонезии (Perkumpulan Obstetri Dan Ginekologi Indonesia)[3].

## Семья
- Отец Херман Сапардан
- Мать Сити Вуландари (Чиптодарсоно)
- Супруга Сити Хермандари Картовисастро (с 1968 г.)
- Две дочери Видья Хандарани и Вантья Ньяди